# Rector major salesiánů
Rector major (též generál či generální představený) je hlavou salesiánského řádu. Jelikož funkce byla definitivně definována až po smrti Dona Bosca, dochází ke sporům o to, zda má být Bosco na seznamu uváděn a tím pádem i o číslování pořadí.
- sv. Jan Bosco (řád vedl od jeho vzniku po svou smrt v roce 1888)
- bl. Michael Rua (1888–1910)
- Paolo Albera (1910–1921)
- bl. Filippo Rinaldi (1922–1931)
- Peter Ricaldone (1932–1951)
- Renato Ziggiotti (1952–1965)
- Luigi Ricceri (1965–1977)
- Egidio Vigano (1977–1995)
- Juan Edmundo Vecchi (1995–2002)
- Pascual Chávez Villanueva (2002–2014)
- Ángel Fernández Artime (2014–2024)
- Fabio Attard (od 2025)